# Oenopota carioca
Oenopota carioca is een slakkensoort uit de familie van de Mangeliidae. De wetenschappelijke naam van de soort is voor het eerst geldig gepubliceerd in 2010 door Figueira & Absalão.